# Catharylla contiguella
Catharylla contiguella är en fjärilsart som beskrevs av Philipp Christoph Zeller 1872. Catharylla contiguella ingår i släktet Catharylla och familjen Crambidae. Inga underarter finns listade i Catalogue of Life.